# モングランド
モングランド（イタリア語: Mottalciata）は、イタリア共和国ピエモンテ州ビエッラ県にある、人口約3,800人の基礎自治体（コムーネ）。

## 地理

### 位置・広がり
| 隣接するコムーネは以下の通り。 - ボッリアーナ - カンブルツァーノ - ドナート - グラーリア - ネトロ - オッキエッポ・インフェリオーレ - ポンデラーノ - サーラ・ビエッレーゼ - ズビエーナ |

## 行政

### 分離集落
モングランドには、以下の分離集落（フラツィオーネ）がある。
Aral Grande, Borgo-San Lorenzo, Ceresane, Ceresane-Curanuova, Curanuova, Granero, Graziano-Ruta, La Tana, Le Vignazze, Maghetto, Minazia, San Michele, Toso